# 吉岡基次
吉岡 基次（よしおか もとつぐ、1936年12月27日 - 2015年3月22日）は、日本の実業家。第5代松坂屋代表取締役社長。

## 来歴・人物
愛知県名古屋市出身。1959年名古屋大学法学部卒業、松坂屋入社。1989年名古屋駅店長。1991年取締役。1993年常務取締役名古屋店長。1995年専務取締役名古屋店長。1997年から代表取締役社長を務め、総会屋事件を受けて体制整備を行った。1998年名古屋中法人会会長。2015年病没。享年78。